# Josef Diem
Josef Kaspar Diem (* 17. Juni 1900 in Dornbirn; † 2. April 1962 ebenda) war ein österreichischer Politiker (SPÖ) und kaufmännischer Angestellter. Er war von 1954 bis 1962 Abgeordneter zum Vorarlberger Landtag. 

## Ausbildung und Beruf
Nach der Volksschule in Dornbirn absolvierte Diem zwei Klassen der Realschule Dornbirn und eine kaufmännische Lehre in Süddeutschland. Er diente 1918 im Ersten Weltkrieg und war ab 1920 bei der Genossenschaftsbewegung tätig. Nach dem Verbot der Sozialdemokratischen Partei wurde Diem 1934 durch die Heimwehr außer Dienst gestellt und stand bis 1935 unter kommissarischer Überwachung. Während des Zweiten Weltkriegs musste Diem zwischen 1943 und 1945 erneut Kriegsdienst leisten, danach wurde er 1945 Leiter der Einkaufsabteilung der Vorarlberger Konsumgenossenschaft.

## Politik und Funktionen
Diem trat 1920 der Sozialdemokratischen Partei bei und war innerparteilich zwischen 1951 und 1954 als Stadtparteivorsitzender der SPÖ Dornbirn aktiv. Des Weiteren war er von 1954 bis 1962 stellvertretender  Stadtparteivorsitzender. Auf Landesebene wirkte er als Mitglied des Landesparteipräsidiums der SPÖ Vorarlberg und Landeskassier der SPÖ Vorarlberg.
Diem wurde am 27. Mai 1947 als Mitglied der Stadtvertretung von Dornbirn angelobt. Er wirkte bis zu seinem Tod als Stadtrat und war zudem Mitglied des Ortswirtschafts-, Sanitäts-, Spital- und Überprüfungsausschusses sowie Mitglied der Wein- und Moststeuerkommission. Als Abgeordneter des Wahlbezirkes Feldkirch war er vom 29. Oktober 1954 bis zu seinem Tod Abgeordneter zum Vorarlberger Landtag. Er war im Landtag Mitglied im Volkswirtschaftlichen Ausschuss
Mitglied im Sozialpolitischen Ausschuss und Mitglied im Landwirtschaftlichen Ausschuss.
Diem fungierte von 1946 bis 1962 als Kammerrat der Vorarlberger Arbeiterkammer und war Mitglied des Volkswirtschaftlichen Ausschusses der Vorarlberger Arbeiterkammer. Er war Mitglied des Bezirksversorgungsausschusses Feldkirch, Mitglied und Obmann der Kontrollkommission des ÖGB, Landesexekutive Vorarlberg sowie stellvertretender Obmann der Vorarlberger Gebietskrankenkasse. Des Weiteren engagierte er sich als Obmann der Gewerkschaft der Privatangestellten in Dornbirn, als Obmann des ÖGB Ortsgruppe Dornbirn und als Vorstandsmitglied der Dornbirner Sparkasse. Er war Mitglied und Landeskassier der Vorarlberger Volkshilfe sowie Mitglied der Vorarlberger Naturfreunde.

## Privates
Diem wurde als Sohn des Technikers Josef Diem (* 1873) und seiner Gattin, der Dienstmagd Theresia Diem geborene Mack aus Erbach (* 1873) geboren. Er heiratete am 11. Oktober 1926 Ida Luger (1901–1985) und wurde Vater eines Sohnes und einer Tochter.

## Auszeichnungen
- Silbernes Gewerkschaftsehrenabzeichen